# System N2
System N2 Arcade Platform（システムエヌツー・アーケードプラットフォーム）はバンダイナムコゲームスのアーケードゲーム基板である。
本基板は、NVIDIAが開発したnForce2ベースのマザーボードに、AMDプロセッサ、GeForceグラフィックスカード、Linuxオペレーティングシステム、OpenGLグラフィックスAPIを組み合わせた構成となっている。

## 性能
- マザーボード: MSI K7N2GM-IL (NVIDIA nForce2 チップセット, Custom BIOS) (日本仕様/アジア仕様) / ASUS M2N-MX (輸出仕様, Standard BIOS)
- CPU: AMD K7 Mobile Athlon XP 2800+ at 2.13GHz (ソケット A/462) [1] (日本仕様/アジア仕様) / AMD Athlon 64 3500+ at 2.2GHz (ソケット 939) (輸出仕様)
- RAM: 1×1GB / 2×1GB DDR 400 MHz 3200 MB/s
- GPU: NVIDIA GeForce 4 シリーズ / GeForce 7600 GS AGP with 256/512MB GDDR2 メモリ
- 出力: DVI端子×1, 1 VGA端子×1, S-Video端子×1
- 容量: Seagate 80GB (日本仕様/アジア仕様) / WD 80GB PATA IDE HDD (アメリカ・ヨーロッパ仕様)
- OS: Linux 32-bit (Debian 2.6 ベース)
- サウンド: 5.1チャンネル サウンドカード
- プロテクト: HASP HL Max/RTC USBドングル (v0.06)

## 概要
PCアーキテクチャとほぼ同じハードウェアを使っており、既存のライブラリや知識などを利用でき開発が迅速かつ容易に行なえるという特徴がある。これは System N2 に限らず、この業界全体の傾向である。
一方、性能 とりわけ描画に関する機能や速度に関し、ハードウェアが本来持つであろうそれを引き出せているといえる見栄えあるタイトルが、同業他社の物と比べて見当たらなかった。
それは ハードウェアや製品アプリケーションの技術力の問題というより、OS の選択に大きな問題があったことが考えられる。
クライアントOSとしてのシェアがほとんどない（つまり、ハードウェアメーカーが収益を上げ難い）Linuxを採用した事で、アプリケーション開発者が一般に手を出せない領域であるドライバ・ライブラリの性能向上が積極的に行われにくい環境だったことが、表現力向上の大きな足枷になった。
さらに、OpenGLより進化が著しく、ドライバメーカーが積極的に投資の基準としている DirectX/Direct3Dを使えなかったことも理由の一つである。
このことは、アーケードゲーム基板のOSの採用に影響を与えた。
- サードパーティを多く持つタイトーが、当初からWindowsを使い続けている。
- セガが、LinuxからWindowsに変更した。
- バンダイナムコエンターテインメント自身も、LinuxからWindowsに変更した。

## 主なタイトル

### 発売されたタイトル
- Counter-Strike NEO
- 機動戦士ガンダム 戦場の絆[2]（REV.3.x以降はSYSTEM ES1を使用）
- 湾岸ミッドナイト MAXIMUM TUNE3、3DX、3DX+（4以降はSYSTEM ES1を使用）